# Mangala Samaraweera

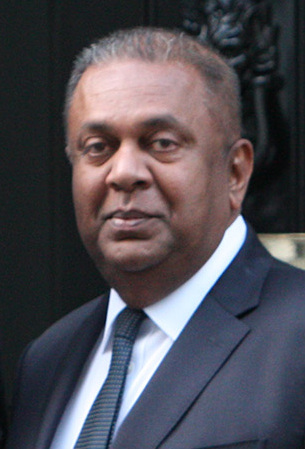
Mangala Samaraweera (2015)

Mangala Pinsiri Samaraweera (singhalesisch මංගල පින්සිරි සමරවීර; Tamil மங்கள சமரவீர; * 21. April 1956 in Matara, Ceylon; † 24. August 2021 in Colombo) war ein sri-lankischer Politiker der Sri Lanka Freedom Party (SLFP), der United National Party (UNP) sowie zuletzt der Samagi Jana Balawegaya (SJB), der unter anderem zwischen 1989 und 2020 Mitglied des Parlaments war und mehrere Ministerämter bekleidete. Er war unter anderem zwischen 2005 und 2007 sowie erneut von 2015 bis 2017 Außenminister sowie von 2017 bis 2018 sowie abermals zwischen 2018 und 2019 Finanzminister. Samaraweera, der sich offen zu seiner Homosexualität bekannte und sich für die Rechte von Homosexuellen einsetzte, starb an den Folgen einer COVID-19-Erkrankung.

## Leben

### Familiäre Herkunft, Studium und Parlamentsmitglied
Mangala Pinsiri Samaraweera war der Sohn von Mahanama Samaraweera, der zwischen 1952 und 1965 ebenfalls Mitglied des Parlaments sowie zeitweise Minister war, und dessen Ehefrau Khema Padmawathi Samaraweera. Nach dem Besuch des Royal College, Colombo und des Waltham Forest College in London begann er ein Studium in Modedesign und Bekleidungstechnologie an der Londoner Saint Martin's School of Art, welches er mit einem Bachelor of Arts (B. A. Clothing Design and Technology) beendete. Nach seiner Rückkehr war er als Designberater am National Design Center of Sri Lanka sowie als Lecturer am Institute of Aesthetic Studies der University of Kelaniya tätig. Darüber hinaus war er zeitweise Berater des langjährigen Ministers für die Textilindustrie Wijayapala Mendis.
Bei der Wahl am 15. Februar 1989 wurde Samaraweera für die Sri Lanka Freedom Party (SLFP) im Wahlkreis Matara erstmals zum Mitglied des Parlaments gewählt und gehörte diesem nach seinen Wiederwahlen am 16. August 1994, 10. Oktober 2000, 5. Dezember 2001, 2. April 2004, 8. und 20. April 2010 und 17. August 2015 bis zur Parlamentswahl am 5. August 2020 an.

### Minister

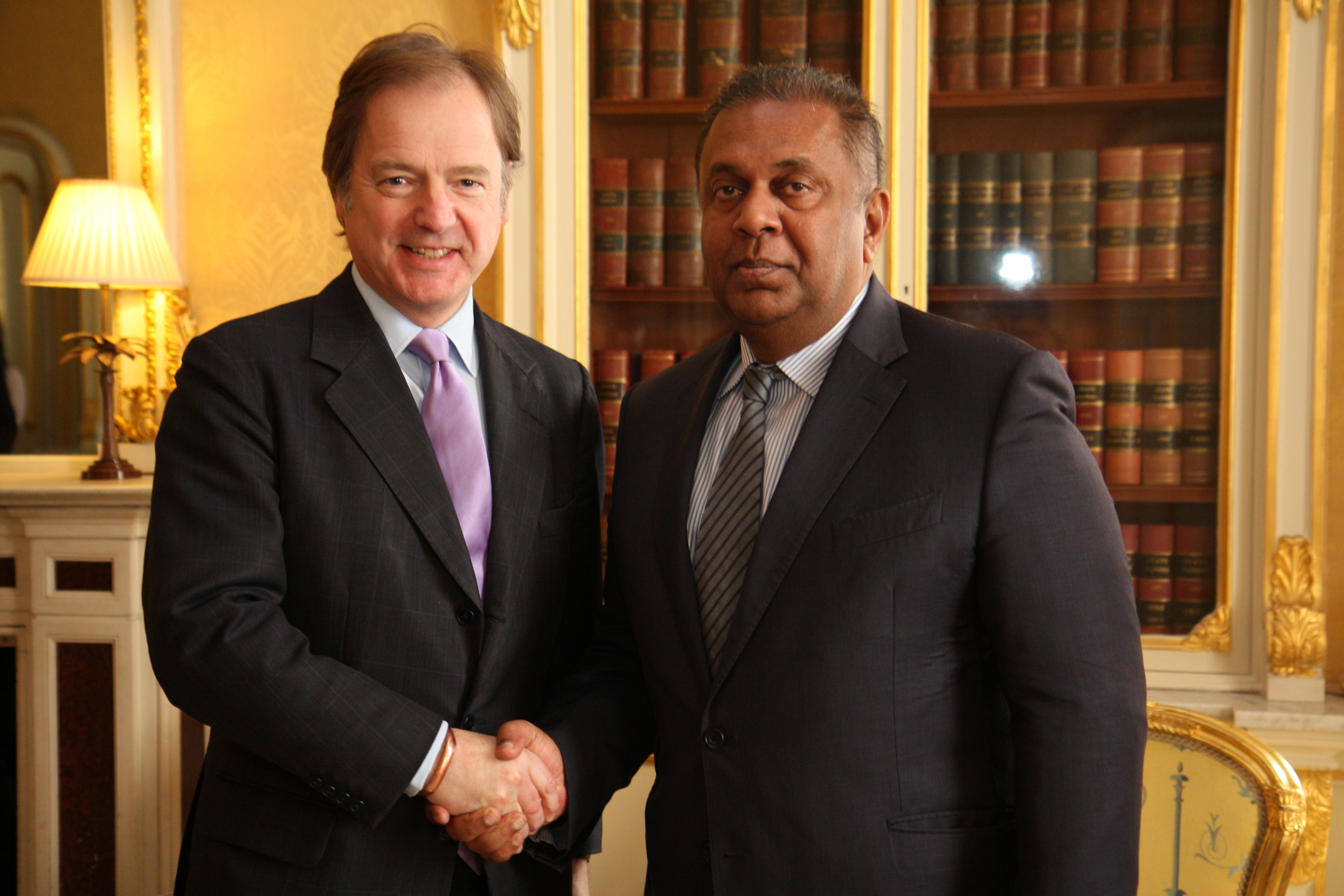
Der Staatsminister im britischen Außenministerium Hugo Swire bei einem Treffen mit Außenminister Mangala Samaraweera in London (11. März 2015).

Nach der Wahl vom 16. August 1994 wurde Mangala Samaraweera von Premierministerin Chandrika Kumaratunga als Minister für Post und Telekommunikation erstmals in ein Regierungsamt berufen und bekleidete dieses Ministeramt auch im darauf folgenden dritten Kabinett von Premierministerin Sirimavo Bandaranaike zwischen dem 14. November 1994 und dem 10. August 2000. Zugleich fungierte er zwischen 1997 und 2000 in deren Kabinett auch als Informationsminister.  Nach der Wahl vom 10. August 2000 war er im ersten Kabinett von Premierminister Ratnasiri Wickremanayake vom 10. August 2000 bis zum 9. Dezember 2001 Minister für Stadtentwicklung, Wohnungswesen und Bau.
Nach dem Wahlsieg der SLFP bei den Wahlen am 2. April 2004 bekleidete er im Kabinett von Premierminister Mahinda Rajapaksa zwischen dem 6. April 2004 und dem 21. November 2005 die Ämter als Informationsminister sowie zugleich als Minister für Häfen und Luftfahrt. Nach der Wahl von Mahinda Rajapaksa zum Staatspräsidenten Sri Lankas übernahm er im zweiten Kabinett von Premierminister Ratnasiri Wickremanayake am 21. November 2005 weiterhin die Ämter als Informationsminister und Minister für Häfen und Luftfahrt. In der am 23. November eingesetzten neuen Regierung übernimmt Präsident Rajapakse selbst die Ämter als Verteidigungsminister und Finanzminister, während Mangala Samaraweera auch noch Außenminister und Sarath Amunugama Innenminister wurden. Nachdem er am 28. Januar 2007 die SLFP verlassen hatte und der abgesplitterten Sri Lanka Freedom Party (Mahajana) beigetreten war, schied er als Minister aus der Regierung aus und wurde als Außenminister von Rohitha Bogollagama abgelöst.
2010 verließ Samareweera wiederum die SFLP-Mahajana, um sich der von Ranil Wickremesinghe geführten United National Party (UNP) anzuschließen. Am  12. Januar 2015 wurde er vom nunmehrigen Premierminister Ranil Wickremesinghe als Außenminister in dessen drittes Kabinett berufen. Dem Kabinett gehörten neben ihm unter anderem Ravi Karunanayake als Finanzminister und Ruwan Wijewardene als Staatsminister für Verteidigung an. Bei einer Kabinettsumbildung vom 22. Mai 2017 wurde Ravi Karunanayake Außenminister und Samaraweera Finanzminister. Das Berufungsgericht erließ am 3. Dezember 2018 eine Aufschubanordnung, die Mahinda Rajapakse vom Amt des Premierministers ausschließt. Am 12. Dezember 2018 stimmte das 225-köpfige Parlament mit 117 zu Null Stimmen dafür, dem vom Staatspräsidenten Maithripala Sirisena am 26. Oktober 2018 entlassenen Premierminister Ranil Wickremesinghe sein Vertrauen auszusprechen. Am 13. Dezember 2018 entschied der Oberste Gerichtshof, dass die Auflösung des Parlaments durch Staatspräsident Sirisena am 9. November 2018 war verfassungswidrig. Am 15. Dezember 2018 trat daraufhin Rajapakse zurück. Am 16. Dezember 2018 wurde Wickremesinghe wieder ernannt und als Premierminister vereidigt. Am 20. Dezember 2018 wurde sein Kabinett vorgestellt und vereidigt, darunter wie in dessen vorherigen Regierung Tilak Marapana als Außenminister, Vajira Abeywardena als Innenminister und Samaraweera als Finanzminister. Samaraweera fungierte zwischen dem 22. Mai 2017 und dem 17. November 2019 mit der kurzen Unterbrechung der unrechtmäßigen Amtszeit Rajapakses (26. Oktober bis 15. Dezember 2018) zudem als Minister für Massenmedien. Am 17. Dezember 2019  trat er als Finanzminister zurück.
Samaraweera, der sich offen zu seiner Homosexualität bekannte und sich für die Rechte von Homosexuellen einsetzte, starb am 24. August 2021 an den Folgen einer COVID-19-Erkrankung.